# Thomas von Kozlowski
Thomas von Kozlowski (* 21. Dezember 1839; † 13. Februar 1911 in Hohensalza) war Rittergutsbesitzer und Mitglied des Deutschen Reichstags.

## Leben
Kozlowski besuchte das Königliche Marien-Gymnasium in Posen und die landwirtschaftliche Akademie in Proskau. Anschließend widmete er sich der Landwirtschaft auf seinem Rittergut Jaronty bei Inowraclaw.
Von 1874 bis 1878 war er Mitglied des Deutschen Reichstags für den Wahlkreis Bromberg 4 (Inowrazlaw - Mogilno) und die Polnische Fraktion. Am 3. Januar 1878 legte er sein Mandat nieder.